# Günther Ortmann
Günther Ortmann, nemški rokometaš, * 30. november 1916, † 10. januar 2002.
Leta 1936 je na poletnih olimpijskih igrah v Berlinu v sestavi nemške rokometne reprezentance osvojil zlato olimpijsko medaljo.